# سید حسین خمینی
سید حسین خمینی (زاده‌ی ۱۱ دی ۱۳۳۷ در تهران) فعال سیاسی، تنها فرزند پسر سید مصطفی خمینی و نوهٔ سید روح‌الله خمینی، بنیانگذار نظام جمهوری اسلامی ایران و مرتضی حائری یزدی است. او متولد ایران است و پدر بزرگ او، یعنی روح‌الله خمینی رهبر جمهوری اسلامی و بنیان‌گذار انقلاب اسلامی بوده‌ است.

## حمایت از ریاست جمهوری ابوالحسن بنی صدر
وی در دوره اول انتخابات ریاست جمهوری در ایران حمایت قاطع خود را از ابوالحسن بنی صدر اعلام نمود و از سید محمد بهشتی و اکبر هاشمی رفسنجانی انتقادات شدیدی نمود. او حتی در مقابل چهره‌هایی نظیر صادق خلخالی و عبدالرحیم ربانی شیرازی که از نخستین خط دهندگان دادگاه انقلاب و اعدامهای زمان بودند ایستاد.

### سخنرانی و ماجرای تیراندازی
سید حسین خمینی در ۱۱ اردیبهشت ۱۳۶۰ در مسجد گوهرشاد مشهد، سخنرانی کرد. او در سخنان خود اظهار کرد کشور به سوی فاشیسمی می‌رود که از گذشته خطرناک‌تر است. وی حکومت ایران را استبدادی دانست که رنگ دین به خود گرفته‌است. حسین خمینی از نیروهای مترقی و حتی روحانیون دعوت کرد تا جبههٔ واحدی در برابر فاشیسم و استبداد دینی تشکیل شود. او همچنین از شکنجه و زندانی شدن مخالفان حکومت انتقاد کرد.
این سخنرانی که در ابتدا توسط عده‌ای با شعار مرگ بر منافقین با تأخیر آغاز شد در نهایت با دخالت همین اشخاص، به‌طور نیمه‌تمام به پایان رسید.
روزنامه جمهوری اسلامی در تاریخ ۱۰ شهریور ۱۳۷۸ در صفحه ۱۳ این روزنامه به نقل از سید حمید روحانی، دربارهٔ ماجرای تیراندازی حسین خمینی در سال ۱۳۵۹ و واکنش روح‌الله خمینی چنین می‌نویسد: «در سال ۱۳۵۹ آقای سید حسین خمینی که نوه امام بود در زمانی که اختلافات بین بنی صدر و شهید رجایی تشدید شده بود می‌رود در مشهد و به نفع بنی صدر سخنرانی می‌کند. مردم به او حمله می‌آورند و می‌خواستند سید حسین خمینی را بزنند و ایشان که مسلح بوده، سلاح کمری داشته، دست به سلاح کمری اش می‌برد، بچه‌های کمیته او را بازداشت می‌کنند و از همان‌جا مسئولان کمیته تماس می‌گیرند با دفتر امام؛ پیغام به امام داده می‌شود که آقای سید حسین خمینی نوه شما در مشهد از بنی صدر دفاع کرده، مردم به او هجوم آوردند و او دست به اسلحه برده؛ ما چه کار کنیم؟ امام به مرحوم آیت‌الله اشراقی گفت که به مسئولان کمیته مشهد پیغام دهید که سید حسین خمینی تحت‌الحفظ به تهران اعزام شود و اگر دست به سلاحش برد او را با تیر بزنند.»
سید روح‌الله خمینی طی نامه‌ای به سید حسین تأکید کرده بود در این بازی‌های سیاسی وارد نشود و به تحصیل بپردازد: «من علاوه بر نصیحت پدری پیر، به شما امر شرعی می‌کنم که در این بازی‌های سیاسی وارد نشوی و واجب شرعی است که از این برخوردها احتراز کنی؛ من به شما امر می‌کنم به حوزه علمیه قم برگرد و با کوشش، به تحصیل علوم اسلامی و انسانی بپرداز.»

## مخالفت با نظام جمهوری اسلامی ایران
او از مخالفان حکومت جمهوری اسلامی ایران است. حسین خمینی در سال ۱۳۸۲ (۲۰۰۴میلادی) و بعد از حمله نظامی آمریکا به عراق، از ایران به عراق و از عراق به ایالات متحده آمریکا سفر کرد و با بعضی سران اپوزیسیون راست جمهوری اسلامی دیدارهایی صورت داد.
وی در عراق اظهاراتی شبیه به انجمن حجتیه داشته‌است: «مهم‌ترین خواسته من جدایی دین از حکومت است چرا که تا زمان امام دوازدهم هیچ‌کس نمی‌تواند به نام خدا و اسلام حکومت را به دست بگیرد.» وی همچنین در آمریکا با رضا پهلوی دیدار کرد و در برابر سخنان پهلوی که گفت پدربزرگ من به ایران خدمت کرده‌است، اظهار کرده: پدربزرگ من هم خیانت کرد.

## بازگشت به ایران و حبس خانگی
وی در سال ۱۳۸۴ (۲۰۰۵میلادی) با خانواده‌اش به ایران برگشت و از آن پس مدتی در حبس خانگی در قم به سر برد. در ماه ژوئن ۲۰۰۶ در مصاحبه با تلویزیون العربیه وی از حملهٔ نظامی آمریکا به ایران برای آزادسازی ایران حمایت کرد و گفت: «آزادی باید از هر راهی وارد ایران شود چه از طریق تحولات داخلی چه خارجی.» او آزادی از قید حکومت جمهوری اسلامی را «تولدی دیگر» خوانده بود.
وی پس از مدتی با پیگیری برخی از جمله پسر عمویش سید حسن خمینی به درس در حوزه علمیه قم بازگشت.

## دیدار با مرجعیت در سال ۸۸
پس از انتخابات ریاست جمهوری و در مرداد ۱۳۸۸، وی به همراه سیدعلی، سید یاسر و سیدحسن خمینی (فرزندان سیداحمد خمینی) با حضور در بیت لطف‌الله صافی گلپایگانی، دبیر سابق شورای نگهبان و از مراجع قم، با ایشان دیدار و گفتگو کرد.